# Dwór Hrebnickich w Orzechownie
Dwór Hrebnickich w Orzechownie – dwór na Białorusi, będący w przeszłości siedzibą majątku rodziny Hrebnickich, obecnie znajdujący się we wsi Arechauna w rejonie uszackim obwodu witebskiego, nad jeziorem Arechauna, około 5 km na północny wschód od Uszacza

## Historia majątku
Najstarsza współcześnie znana wzmianka o Orzechownie pochodzi z 1583 roku, gdy król Stefan Batory potwierdził przywileje nadane tym dobrom w 1554 roku przez króla Zygmunta Augusta, kiedy otrzymał je Olechno Ściepanowicz Rahoza i jednocześnie został uwolniony od danin na rzecz okolicznych zamków. W 1614 roku właścicielką Orzechowna była Marianna z Rahozów Korsakowa, ale już w 1642 Tadeusz Kmitynicz Sielawa nabył te ziemie od Suszyńskich. Od Sielawów kupili je Rypińscy. Krajczy połocki Jan Rypiński sprzedał je w 1745 roku Antoniemu i Jadwidze Hrebnickim herbu Ostoja, używających wtedy nazwiska Doktorowicz. Antoni był skarbnikiem witebskim. Po jego śmierci Orzechowno i kilka innych majątków odziedziczył jego młodszy syn Mikołaj, poseł na sejm zwyczajny w 1766 roku, strażnik połocki. Kolejnym dziedzicem tych dóbr był jego jedyny syn Dionizy (zm. w 1800 roku), horodniczy połocki, a po nim – jego starszy syn Mikołaj Józef (urodzony w 1789 roku w Orzechownie i tamże zmarły w 1867 roku), marszałek szlachty powiatu lepelskiego, a później guberni witebskiej, który ożenił się z ks. Pauliną Drucką-Lubecką. Mikołaj Józef Hrebnicki ufundował we wsi cerkiew w 1819 roku. Jego syn, Otton Ignacy (1829–1863), zmarł nie ożeniwszy się, w związku z czym Orzechowno przypadło w spadku jego bratu stryjecznemu (synowi Justyna, urodzonemu w 1835 roku), Adamowi Hrebnickiemu, żonatemu z Katarzyną z Niemirowiczów-Szczyttów (ur. w 1838 roku) I voto za hr. Władysławem Mostowskim, córką marszałka drysieńskiego i dziedzica Justynianowa Justyniana Niemirowicza-Szczytta i Józefy Bohomolec. Synowie Adama i Katarzyny, Justyn (Justynian, ur. w 1875 roku) i Jan Tadeusz (ur. w 1877 roku), byli do 1920 roku ostatnimi właścicielami Orzechowna.
Po II rozbiorze Polski w 1793 roku Orzechowno, wcześniej należące do województwa połockiego Rzeczypospolitej, znalazło się na terenie powiatu lepelskiego guberni witebskiej Imperium Rosyjskiego.
Po ustabilizowaniu się granicy polsko-radzieckiej w 1921 roku Orzechowno znalazło się na terenie ZSRR. Od 1991 roku – na terenie Republiki Białorusi. 

## Dwór
Nie wiadomo, kiedy wybudowano murowany dwór w północnej części Orzechowna i przez którego z właścicieli. Prawdopodobny jest okres między II połową XVIII wieku (Antoni Hrebnicki) a 1840 rokiem (Mikołaj Hrebnicki). Był to parterowy budynek o asymetrycznej architekturze. Jego piętnastoosiowa część frontowa była zdominowana przez dwa elementy: centralną trzyosiową część piętrową z balkonem i trójkątnym szczytem, wzbogaconą ryzalitem i boniowaniem (możliwe, że wcześniej było tu wejście, zamurowane w II połowie XIX wieku) oraz główne wejście od strony narożnika dworu, z czterokolumnowym portykiem zwieńczonym prostokątną ścianką attykową. Od strony ogrodu budynek był symetryczny: środkowa, piętrowa część tworzyła tu półokrągły ryzalit, sprawiający wrażenie wieży, wewnątrz której była wielka owalna sala balowa, z okien której roztaczał się piękny widok na ogród, park krajobrazowy o powierzchni około 20 hektarów i jezioro. 

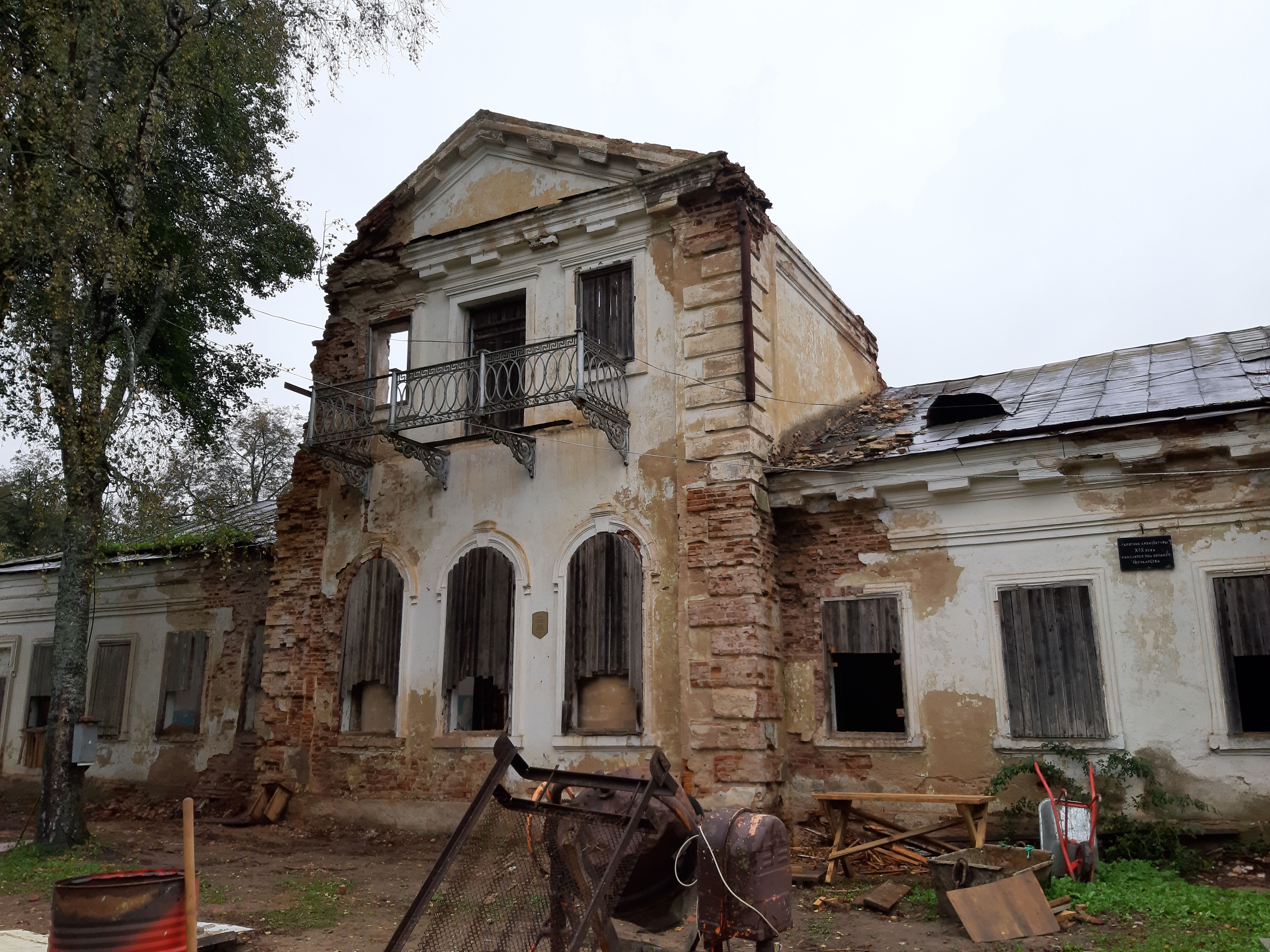
Współczesny (2021) stan dworu

We dworze znajdowała się bogata biblioteka i cenna kolekcja obrazów.
W skład zespołu dworskiego wchodziły także: oficyna, budynki gospodarcze i brama wjazdowa, od której ku dworowi wiodła aleja stanowiąca główną oś kompozycji zespołu.
W czasie II wojny światowej (w ciągu siedmiu miesięcy w latach 1943–1944) dwór służył jako szpital lokalnej partyzantki radzieckiej, o czym świadczy tablica na ścianie wmurowana w 1958 roku. Po wojnie mieściła się tu szkoła. Dziś budynki są w stanie postępującej ruiny. Są historyczno-kulturalną pamiątką Białorusi o numerze 213Г000783.
Majątek w Orzechownie jest opisany w 1. tomie Dziejów rezydencji na dawnych kresach Rzeczypospolitej Romana Aftanazego.